# 岩寺站 (韩国)
岩寺站（：／ Amsa yeok */?）是首都圈電鐵8號線沿線的一座地下車站，同時也是首爾地鐵8號線的起點車站，位於韓國首爾特別市江東區岩寺洞。

## 車站構造
站體為2面2線側式月台的地下車站，候車月台設有月台幕門，並有4處出口。

### 月台配置
| 岩寺歷史公園 ↑ |
| \| 上          |
| ↓ 千戶         |

| 月台 | 路線           | 目的地                               |
| ---- | -------------- | ------------------------------------ |
| 上行 | ●首爾地鐵8號線 | 別內方向                             |
| 下行 | ●首爾地鐵8號線 | 千戶、蠶室、可樂市場、福井、牡丹方向 |

## 歷史
- 1999年7月2日：落成啟用。
- 2024年8月10日：別內線開通。

## 車站周邊
- 韓國點字圖書館
- 岩寺綜合市場
- 千一中學
- 江一中學
- 首爾江東初等學校
- 廣津公園
- 廣津漢江市民公園
- 明逸站

## 圖片

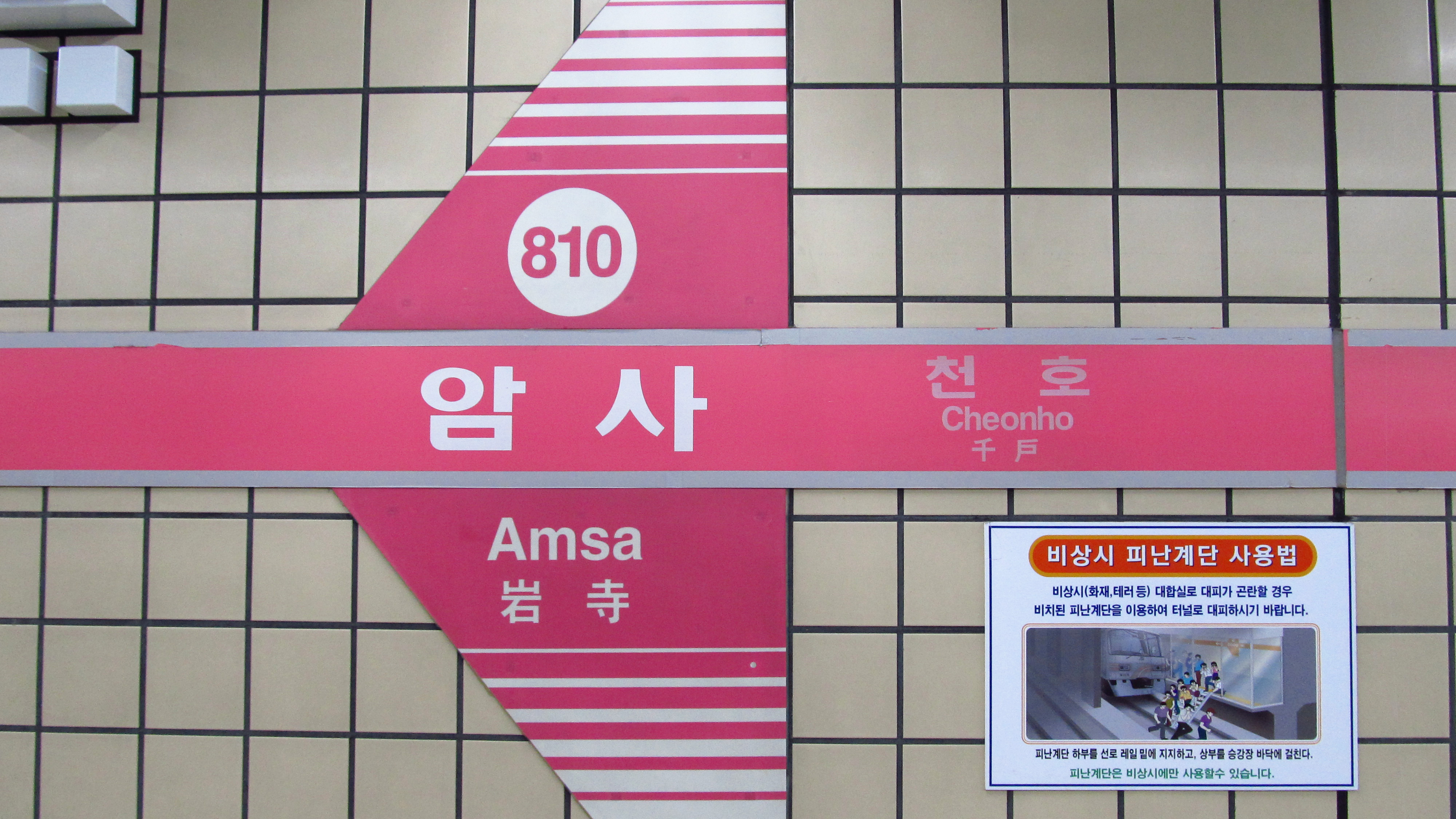
站名牌
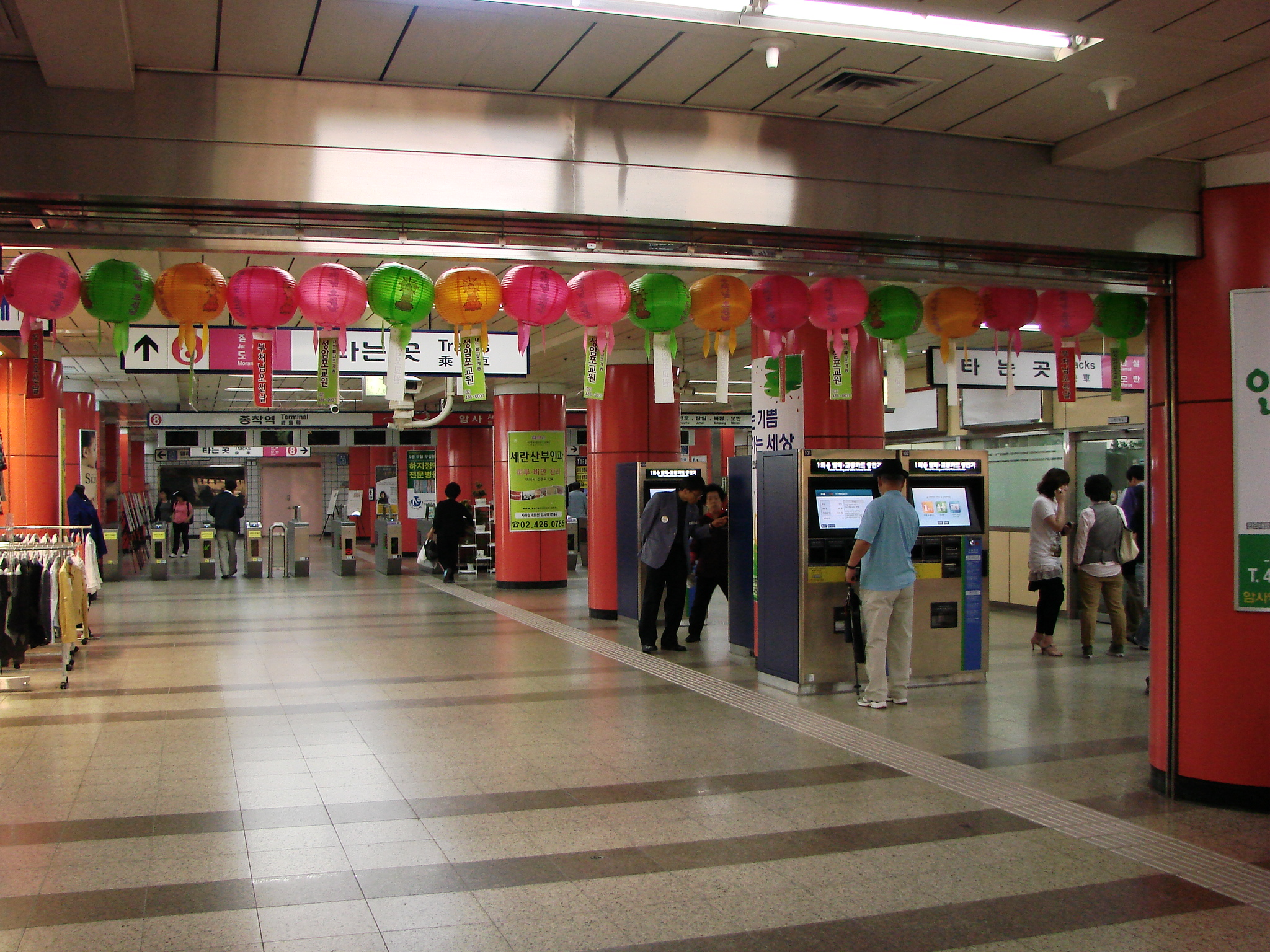
車站大廳
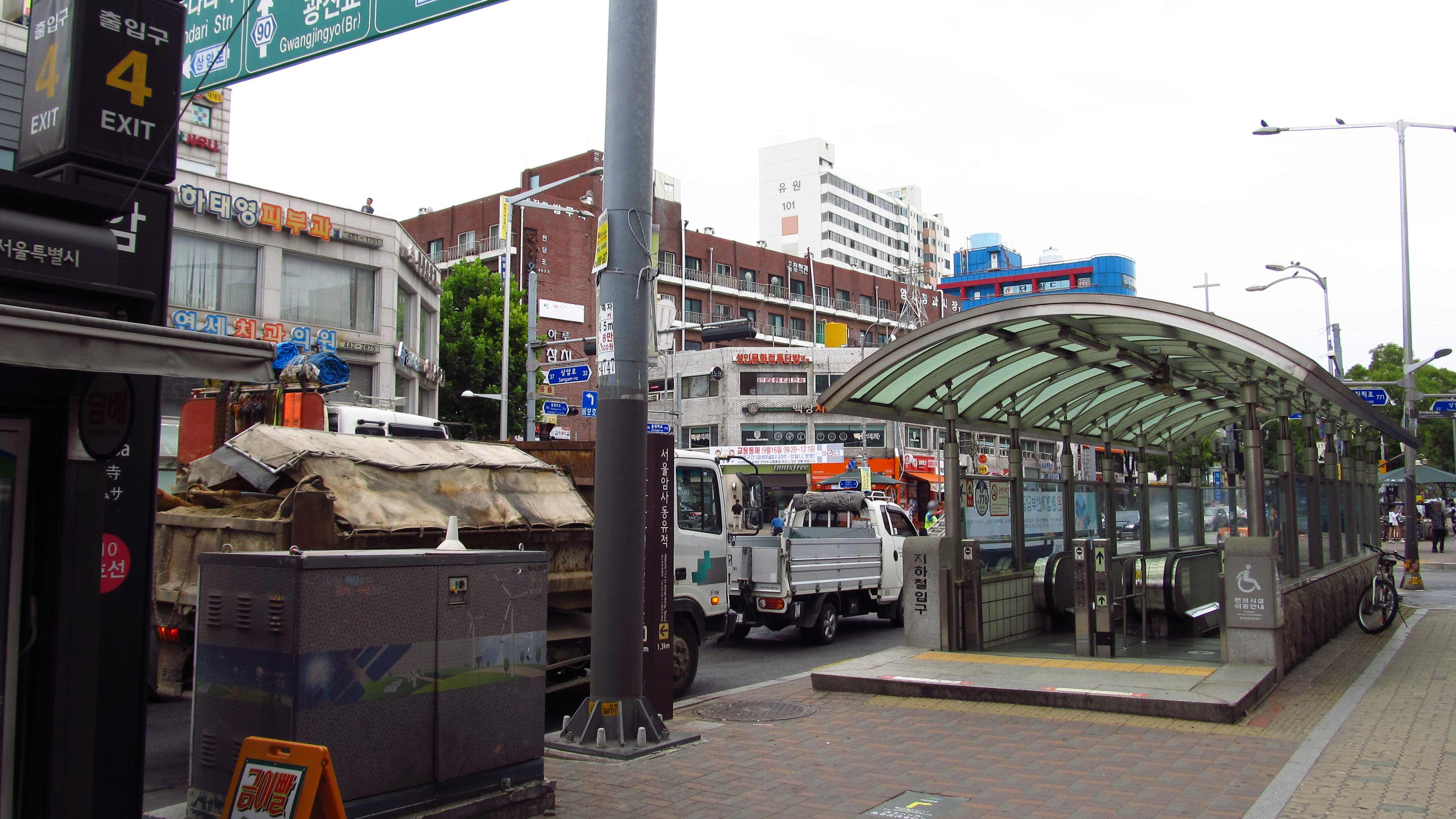
4號出口

## 相鄰車站
首爾交通公社
●首爾地鐵8號線
岩寺歷史公園（809）－岩寺（810）－千戶（811）